# リーマン・ブラザーズ

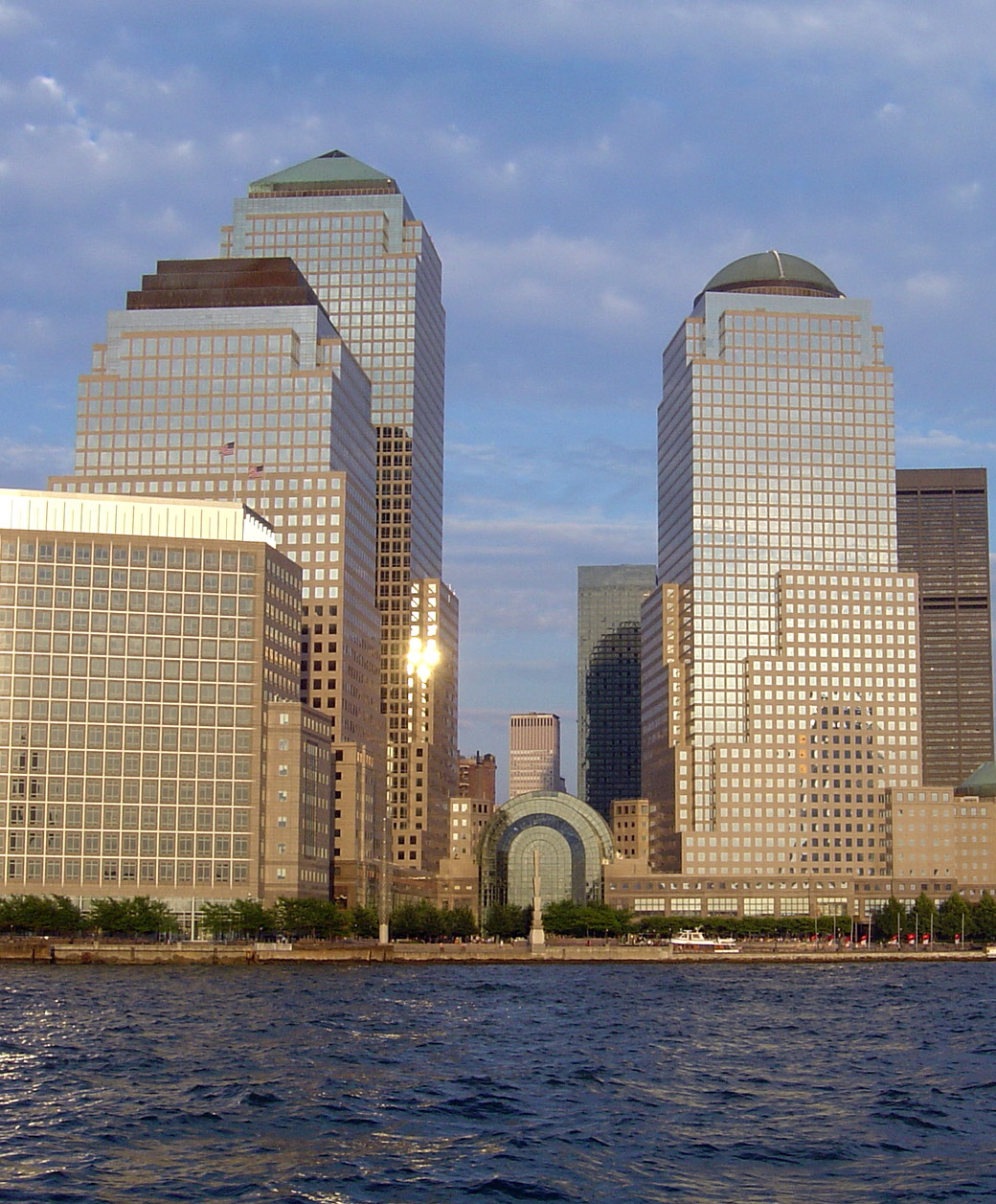
ニューヨーク世界金融センタービル（2001年まで入居）

リーマン・ブラザーズ・ホールディングス（英: Lehman Brothers Holdings Inc.）は、かつて存在した大手投資銀行グループ。2018年時点も清算業務を行う法人が存続している。
ドイツ南部から移住したアシュケナジムユダヤ系移民、ヘンリー、エマニュエル、マイヤーのリーマン兄弟によって1850年に創立された。その後アメリカン・エキスプレスに身売りした後1994年に再独立、ハイリスクハイリターンであるサブプライムローンの証券化を推進し、米国住宅バブルの波に乗って米国第4位の規模を持つ巨大証券会社・名門投資銀行に成長する。
しかし、2000年代後半の住宅バブル崩壊により経営が急速に悪化し、2008年9月15日に連邦倒産法第11章（日本の民事再生法に相当）の適用を連邦裁判所に申請し倒産した。この倒産は世界金融危機顕在化の引き金となり、世界経済に多大な影響を与えることとなる（リーマン・ショック、後述）。倒産するまで格付け機関から信用格付けAAAを受け、世界の経済・金融で重要な存在であった。
Lehmanはドイツ語系の姓で発音は「レーマン」。英語では「レイマン」に近いが、世界的に「リーマン」と発音する人が多い。

## 歴史

### リーマン兄弟による創業
1844年、23歳のヘンリー・リーマンはバイエルン王国のリムパーという町からアメリカに移民し、南部アラバマ州のモンゴメリーでシーツ、シャツ、糸、綿ロープ、オスナバーグと呼ばれる粗布などの綿製品を扱う日用雑貨品店「Southern Domestics」を開いた。

1847年、弟のエマニュエルが移民してきたために店名を「H. Lehman & Bro.」に変更する。1850年に末弟のメイヤー・リーマンが加わり「Lehman Brothers（リーマン・ブラザーズ）」（リーマン兄弟商店）となった
1850年代、綿花はアメリカで最も重要な作物の一つであり、アラバマ州では最も収入の多い商品作物であったため綿花生産が盛んだった。1860年の国勢調査では、アラバマ州の総人口の45%近くを奴隷が占めていた。この国勢調査では、メイヤー・リーマンは7人の奴隷（「5歳から50歳までの男性3人と女性4人」）の所有者として記載されている。
3兄弟は店の客である奴隷農園からの支払いで現金の代わりに綿花の現物を受け入れたことをきっかけに、綿花を買う工業者や輸出業者との仲介をする役割を担った綿花取引に経営の重点を移した。1855年に長兄ヘンリーが黄熱病で死去。残ったエマニュエルとメイヤーが経営を引き継いだ。
綿花取引の中心は、1858年までには南部からニューヨークへと移り、コットンファクターやコミッションハウスが拠点を置くようになったので、リーマンもニューヨークにも事務所を構えた。
1862年、南北戦争で南部連合が敗戦したあと困難に直面したリーマンは、綿花商のジョン・ダーと組み、リーマン・ダー・アンド・カンパニーを設立し、本部をニューヨークに移す。1870年にはニューヨーク綿花取引所が開設され、リーマンもこれに協力、エマニュエルは同取引所の取締役を1884年まで務めた。また、鉄道債の新興市場を扱い、金融顧問業にも進出した。

### 金融機関への転換
1883年にコーヒー取引所の会員となり、1887年にはニューヨーク証券取引所の会員になる。1899年には、同社初となるインターナショナル・スチーム・ポンプの優先株と普通株の引受を行ったが、それにもかかわらず、商店から金融顧問業への本格的な移行は1906年まで始まらなかった 。
その年、創業者エマニュエルの息子で2代目社長のフィリップは、ゴールドマン・サックス（GS）との提携を進め、ゼネラル・シガー社を市場に投入し、シアーズ・ローバック・アンド・カンパニーがこれに続いた。 これらの中には、F・W・ウールワース社、メイ・デパートメント・ストア社、ジンベルブラザーズ社、R・H・メイシー・アンド・カンパニー、スタッドベーカー社、B・F・グッドリッチ社、エンディコット・ジョン・コーポレーションも含まれ20年間で100社以上の社債を引き受けた。
フィリップは1925年に退任し、イェール大学卒の息子・ロバートが跡を継いだ。世界恐慌を受けて一時経営危機に陥ったものの、個人投資家や合併を積極的に支援することでこれを乗り切った。リーマンのベンチャーキャピタル業務の原点である。
1929年、リーマン・ブラザーズから投資業務を分社化し、リーマン・コーポレーション（Lehman Corporation）を設立した。もっとも、経営陣の多くはリーマン・ブラザーズと兼務していた。数年後、リーマン社史上の大きな転換点となる、資産管理業務に参入する。
1930年代、リーマンは、最初のテレビメーカーであるデュモント・ラボラトリーズの株式公開を引き受け、ラジオ・コーポレーション・オブ・アメリカ（RCA）の資金調達を支援した。また、ハリバートンとカー・マクギー社を含む、急成長する石油産業への融資も助けた。1950年代、リーマンはデジタル・イクイップメント・コーポレーションの新規株式公開（IPO）を引き受け、その後、コンパックによるデジタルの買収を調整した。

### 一族経営からの脱却の努力
社長のロバートは、リーマンのさらなる成長と拡大を目指すにあたり、それまで続いてきた同族経営の体質を是正しようとした。1924年には、リーマン一族以外では初となる共同経営者ジョン・M・ハンコックを招き入れ、1927年にはモンロー・C・ガットマンとポール・メイザーが加わった。1928年までに、会社はワン・ウィリアム・ストリートの場所に移転した。

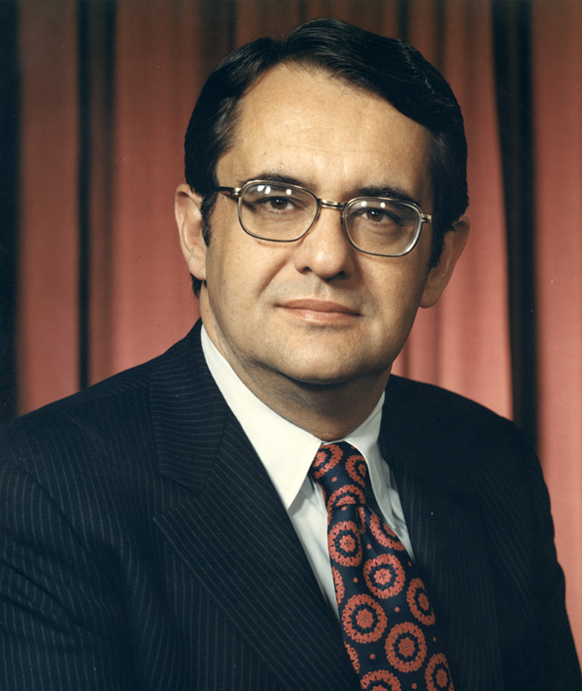
Pete Peterson

1969年にロバートが死去して以降は、リーマン一族が経営を支配することはなくなった。ところがこの結果、リーマンは社の大きな求心力を失ってしまうこととなる。この事態の打開のため、1973年には、ベル&ハウエル社のCEOピーター・ピーターソンが経営に参加した。

### 改革の失敗
会長兼CEOに就任したピーターソンの主導のもと、アブラハム&カンパニーを1975年に買収。1977年には、当時経営が低迷していたクーン・ローブを統合し、リーマン・ブラザーズ・クーン・ローブ（Lehman Brothers, Kuhn, Loeb Inc.）へ改称。ピーターソンは、多額の赤字経営からリーマンを救済し、投資銀行の中でも特に収益率の高い、記録的な黒字決算を5年連続で実現させた。
こうして会社全体としては成長を続けたものの、花形である投資銀行業務を担当する社員と、その一方で実際の収益拡大にはより貢献していたトレーダー社員との間で確執が生じるようになった。このためピーターソンは1983年、社長兼COOでトレーダー出身のルイス・グラックスマンを共同CEOに就任させた。グラックスマンは賞与制度などの改革により、競争的な社風を築こうと試みたが、かえって社員の精神的ストレスの原因を作ることとなった。経営方針をめぐり2人のCEOも対立するようになり、ピーターソンが追い出される形で、グラックスマンが単独CEOとなった。

### アメリカン・エキスプレスへ身売り
こうした社内の混乱を嫌った社員はリーマンを去っていき、リーマンは崩壊の危機に瀕する。1984年4月、グラックスマンはリーマンの身売りを迫られ、同社をアメリカン・エキスプレス（アメックス）に3億6,000万ドルで売却した。
サンフォード・ワイルとエドモンド・サフラが持株会社シアーソン・リーマン・アメリカン・エキスプレス（Shearson Lehman/American Express）を設立したのち、1988年、シアーソン・リーマン・アメリカン・エキスプレスはさらにE・F・ハットン&カンパニーを吸収、シアーソン・リーマン・ハットン（Shearson Lehman Hutton Inc.）となった。

### 再独立から業界最大手に
1993年に就任した新CEOハーヴェイ・ゴルブのもと、アメリカン・エキスプレスは事業の集中と選択を進め、リテール分野と資産管理業務をプライメリカに売却。1994年、さらにプライメリカが同事業を分離し、リーマン・ブラザーズ・ホールディングス（Lehman Brothers Holdings Inc.）として株式をニューヨーク証券取引所に再上場させた。
この再上場のあともたびたび買収の対象として噂されたが、リーマン・ブラザーズはこれを重ねて否定した。実際、業績の推移は順調で、収益を拡大させていた。しかし、投資銀行業界の中では比較的弱体であったことへの危機感は強く、1999年には事態の打開策として、資金が焦げつく危険性の高いサブプライムローンの証券化をいち早く推進するというハイリスク・ハイリターンの方針を打ち出した。これがアメリカの低金利政策による住宅バブルの到来と軌を一にし、業績の拡大に成功する。
2001年9月11日、アメリカ同時多発テロ事件での世界貿易センタービル崩壊により、隣接する世界金融センタービルに入居していたリーマン・ブラザーズも影響を受ける。社員1名が死亡し、瓦礫でビルは使用不能となった。リーマン・ブラザーズは事件後48時間で、インターネットの不動産サイトでニュージャージー州の施設を購入。間に合わせのトレーディングルームが設置され、6,500名の社員が移動した。9月17日にニューヨーク証券取引所が再開されると、リーマン・ブラザーズはすぐに取引に復帰し、損失を最小限に抑えた。
その後、数か月をかけて拠点をニューヨークに復帰させるも、いまだ臨時であり、40以上の別々の建物に分かれて業務を行っていた。特に、投資銀行部門はシェラトン・マンハッタン・ホテルに入居し、1階のラウンジ、レストランから665の全客室までを改造して利用していた。フレックスタイム制の導入やVPNの活用など、新しい試みも見られた。
翌10月にはマンハッタンのミッドタウン（745 Seventh Avenue, New York）にある竣工まもない32階建てのビルを、ライバルのモルガン・スタンレーから7億ドルで買収。モルガン・スタンレーは2ブロック離れたブロードウェイに移転した。リーマン・ブラザーズが以前の世界金融センターやロウアー・マンハッタンに戻らなかったことには批判もあったが、リーマン・ブラザーズ自身は、ニューヨーク市に拠点を残すことに腐心していた。
新拠点は、同社にとって理想的な環境であり、モルガン・スタンレー側も売却先を積極的に求めていた。また、2002年5月の世界金融センター再開まで待っていられなかったということもある。世界金融センターに残った企業としては、ドイツ銀行、ゴールドマン・サックス、メリルリンチなどがある。
アジアに対する積極的な投資も特徴であった。日本との関係で有名なのは、古くは、リーマン・ブラザーズに統合される前のクーン・ローブが、日露戦争の日本軍戦費調達のため、大日本帝国の戦時国債を引き受けたことである。近年では、ライブドアへの投資（転換社債型新株予約権付社債）である。日本でのオフィスは、東京都港区六本木にある六本木ヒルズ森タワーの29 - 32階にあり、アジア太平洋地域の統括本部でもあった。
2005年には、アジア（特に中国市場）の高成長と住宅バブルの昂進に後押しされ、ゴールドマン・サックス、メリルリンチといった強豪を抑えて投資銀行における最大手に躍進することとなった。

### 破綻とリーマン・ショック
サブプライムローンの高いリスクを背負うことで事業を拡大させたリーマンであったが、それに潜在していたリスクは、最終的にはリーマンを消滅させる原因ともなった。住宅バブルが崩壊し、住宅ローンの焦げつきが深刻化したのである。
2008年3月に、大手証券会社で財務基盤に問題はないと繰り返し発表してきたベアー・スターンズが、事実上破綻（JPモルガン・チェースによる救済買収）した際に、株価が2日間で一時54パーセント以上暴落した。財務基盤が盤石であったはずのリーマン・ブラザーズの流動性も心配される事態とまでなったが、その後、FRBによる証券会社への窓口貸出アクセスなどの報道により、株価は落ち着きを取り戻したかに見えた。
しかし、サブプライムローン（サブプライム住宅ローン危機）問題での損失処理を要因として、同年9月には6 - 8月期の純損失が39億ドルに上り、赤字決算となる見通しを公表。発表直後に株価は4ドル台にまで急落した。最終的にリーマンは負債総額にして約64兆円という史上最大の倒産劇へと至り、「リーマン・ショック」として、世界的な金融危機を招くことになる。
リーマン破綻直前、アメリカ合衆国財務省やFRBの仲介のもとで、HSBCホールディングスや韓国産業銀行など複数の金融機関と売却の交渉を行っていた。
日本のメガバンク数行も参加したが、のちの報道であまりに巨額で不透明な損失が見込まれるため見送ったと言われている。最終的に残ったのはバンク・オブ・アメリカ、メリルリンチ、バークレイズであったが、アメリカ合衆国連邦政府が公的資金の注入を拒否していたことから交渉不調に終わるに至った。しかし交渉以前に、損失拡大に苦しむメリルリンチはバンク・オブ・アメリカへの買収打診と決定がなされ、バークレイズも巨額の損失を抱え、リーマン・ブラザーズを買収する余力はすでにどこも存在しなかった。
2008年9月3日に、韓国政府系の韓国産業銀行（KDB）がリーマン株のうち25パーセントを5兆 - 6兆ウォン（約5200 - 6300億円）で取得することを明らかにしていたが、2008年9月10日になって一転、KDB側が出資協議を打ち切った。これにともないリーマン・ブラザーズ株の売りが増大し、45パーセント安を記録した。そして最終的には、同年9月15日に連邦倒産法第11章（日本の民事再生法に相当）の適用を連邦裁判所に申請し、破綻した。
米国内外の民間金融機関による買収交渉が不調に終わっただけでなく、米政府やFRBによる公的資金投入も見送られ、破綻につながった。これに対して、当時のリーマン・ブラザーズ副会長だったトーマス・ロッソは、住宅公社やほかの投資銀行、保険会社に対するそれまでの救済で、世論が嫌悪感を抱いていたことを背景とした政治的判断であり、リーマンを犠牲にしたことは（リーマン・ショックを招いた）愚かな決断であったと批判している。破綻回避のための最大必要額840億ドルに対して、リーマン・ブラザーズには少なくとも1,140億ドル分の担保があったことがのちの専門家調査で明らかになっていると指摘している。

### 倒産後
連邦倒産法第11章の申請直前、CEOリチャード・ファルドは、個人で保有するリーマン株をすべて売却している。負債総額は6,130億ドル（当時の日本円で約64兆5,000億円）と米国史上最大の倒産となった。その後、ベアー・スターンズの経営危機、フレディマックとファニーメイの実質的破綻を含めた金融危機に対処するため、アメリカ合衆国連邦政府は緊急経済安定化法をまとめ、29日にアメリカ合衆国下院で採決したが、アメリカの伝統的な「自己責任」の価値観と、事態の重大性を十分に認識していなかった下院議員の存在により否決され、世界中の投資家を失望させた。これらの行為がリーマン・ショックや信用収縮につながった。
事実、この日のダウ平均株価が終値で777ドル安となり、算出開始以来最大の下げ幅を記録。そして、全世界の株式市場の株価を瞬時に暴落させた。北米地域などは、バークレイズがその事業を買収した。
日本では敬老の日で祝日だったが、ほどなくして日本の債権者や顧客の損害を抑制するための措置を行った。日本の金融庁は、日本法人であるリーマン・ブラザーズ証券株式会社に対して、資産の国内保有命令と9月26日までの業務停止命令を出した。これを受けて、東京証券取引所・大阪証券取引所・ジャスダックは、9月16日の取引開始前に、同社の取引資格停止の措置をとった。同日、同社も東京地方裁判所へ民事再生法の適用を申請した。リーマン日本法人の負債総額は3兆4,314億円で、協栄生命保険に次ぐ日本戦後2番目の大型倒産となった。
日本法人など、韓国を除くアジア、欧州および中東地域の事業は野村ホールディングスが買収に合意。アジア部門を米ドルで2億2,500万ドル、欧州部門はわずか2ドルで買収したが、人件費負担など買収後の対応に巨額の資金を要し、海外事業部門は野村證券にとって経営の重荷となっていく。
10月10日、国際スワップデリバティブ協会（ISDA）は、リーマンのクレジット・デフォルト・スワップ（CDS）の清算価値が入札の結果8.625パーセントに決定したことを発表した。市場の推計ではリーマン関連のCDSの契約残高（想定元本）は約4,000億ドルといわれており、この91.375パーセント（約3,655億ドル）が損失となり、CDSを引き受けた金融機関などが損失を被ることになった（ただし相殺分を考慮すると数分の1になる）。

### 現在
破綻から10年後の2018年時点、リーマン・ブラザーズには80人近い従業員がおり、資産売却で得た収入から債務者へ返済している。アメリカなどの株式・不動産価格がその後上昇したことから、累計の返済額は約1,246億ドルと当初計画（約650億ドル）の2倍近くに達した。売却した保有資産には村上隆、奈良美智の美術作品も含まれる。

## 関係者
- 安田育生 - 元日本における代表者。
- 岩崎日出俊 - 経営コンサルタント。
- 白河桃子 - 元社員。ジャーナリスト、ライター。
- 本田桂子 - 元社員。元多数国間投資保証機関長官CEO、コロンビア大学客員教授。
- 島尻安伊子 - 元社員。自由民主党衆議院議員、元内閣府特命担当大臣。
- 中丸友一郎 - エコノミスト。